# John Evelyn Duigan
Sir John Evelyn Duigan, novozelandski general in pisatelj, * 30. marec 1882, † 9. januar 1950.